# フィンカ
「フィンカ」は、スペイン語で「農場」「不動産」「地所」などを意味します。特に、コーヒーやワインの生産に使われる農園を指す場合もあります。また、スペイン語圏では、不動産や土地全般を指す言葉としても使われます。
詳細:
- Finca (フィンカ):  スペイン語で「finca」は、以下のような意味を持ちます:
  - 農場:特にコーヒー豆やワイン用のブドウを栽培する農園を指すことが多いです。
  - 不動産:土地や建物を含む不動産全般を指すこともあります。
  - 地所:広義の土地や不動産を指す言葉として使われます。
- コーヒー用語:  コーヒー業界では、フィンカは「農園」を意味する専門用語として使われることが多く、特定の農園で栽培されたコーヒー豆を指す場合もあります。
- ワイン用語:  ワインの世界でも、フィンカは「単一畑」や「特定の畑」を意味し、特定の畑で栽培されたブドウから作られたワインを指すことがあります。
- ゲーム用語:  ボードゲーム「Finca」では、マヨルカ島の特産品を集めて配達するゲームで、「Finca」は農園を意味します。
- その他:  スペイン語圏では、不動産や土地を指す一般的な言葉としても使われます。

1. ↑  第2版, 小学館 西和中辞典. “finca(スペイン語)の日本語訳、読み方は - コトバンク 西和辞典”. コトバンク. 2025年8月10日閲覧。